# 星稜コンバット
星稜コンバット（せいりょうコンバット）は、松井秀喜や本田圭佑の出身校である石川県金沢市の星稜高等学校のブラスバンド（吹奏楽部）が、野球場やサッカー場等のスタジアムで演奏する楽曲。同高校応援団と共に甲子園大会でお馴染みとなり、高校サッカーの応援スタイルにおいても知られるようになった。

## 概要
星稜高校オリジナル曲としての「星稜コンバット」が、甲子園大会にて最初に演奏されたのは、1977年春開催・第49回選抜高等学校野球大会・１回戦・星稜対滝川戦。
それまで星稜高校には他校の楽曲をアレンジした応援曲があったが、当時運動部として存在した星稜高校応援団14期生・15期生を中心とする新チームが、当時のブラスバンド部に「星稜としてオリジナルの楽曲がほしい」との申し入れをたびたび行っていた。その結果、春の甲子園出発直前の、1年生2年生の集会（稲置講堂）にて、星稜高校オリジナルとしての「星稜コンバット」が初披露されることになった。「陸の帝王」という曲間の掛け声は、このときの１年生２年生集会において壇上より応援団から１年生２年生に直接伝達された。
その後、ブラスバンド部の顧問となった大竹宏先生（ブラスバンド部OB）がさらに編曲を加えた。応援においてはどこにもない星稜らしいオリジナル曲となった。
今の星稜カラー（黄色）は「星稜コンバット」成立当時の応援団の団旗の色をブラスバンド部がチューリップハット（５０個）を黄色に染めて使用したのが最初である。

## 解説

### 「陸の帝王」の「帝王」とは
「帝王」には強面のイメージがあるが、決して高飛車や上から目線ではなく、苦しい練習に耐え、どん底から這い上がってきた者の叫びや応援が表現されたものである。

### 「陸の帝王」の「陸」とは
北陸の「陸」である。冬は長期間に渡りどんより曇り雪深くて寒く、夏は湿度が低くて暑い。そんな気候の中コツコツと行ってきた日々の積み重ねを「陸」という文字に込めたものである。

### 正式な呼称
「星稜コンバット」が正式な名称。「星稜コンバットマーチ」とは言わない。競技場では、星稜コンバットを略して「星魂（セイコン）」と呼ぶこともある。

## 応援スタイル

### 甲子園での応援スタイル
「星稜コンバット」は、「応援団」と「チアガール」と共に「攻め」の応援に使用し、星稜が守備につく時は歌謡曲や有名なマーチを使用。ヒットや点を取った時にはファンファーレで盛り上げる。

### 全国高校サッカー選手権大会における応援スタイル
近年、星稜高校のサッカーの応援に関しては、基本的には「得点曲」として使用される。星稜側が得点するたびに、「星稜コンバット」が演奏される。一度ならず、二度三度も繰り返される。この場合、五度繰り返されても「一回分の演奏」として数える。一得点で「一演奏」。五得点ならば「五演奏」。星稜サッカーファンが「今日は、四回も星稜コンバットを聞いたよ」といえば、それは「今日は、星稜が四得点したよ」と同義である。しかしそれぞれの試合の流れから得点期以外でも演奏されることがある。たとえば、「0対0」で拮抗する時。「1対2」で追い上げる時。選手を鼓舞するために「星稜コンバット」が連続して繰り出されることになる。

## エピソード

### 星稜高校「応援団」
「星稜コンバット」成立において、応援団とブラスバンド部の努力はすさまじかった。集会において、団員が、曲の最後に「陸のテイオウ」という歌詞を載せると説明すると、稲置講堂にどよめきが広がり、先生方の表情が引き締まった。はじめての曲公開にもかかわらず、演奏、演舞、声援が一体となり、応援団とブラスは、手ごたえを感じとった。星稜高校「応援団」は運動量が多く声が響いた。真夏でもガクランのまま野球場周辺をランニングし山下智茂監督を唖然とさせた。また「星稜音頭」「応援歌・勝利」は、「星稜コンバット」と同じように、星稜応援席の名物であった。星稜高校応援団は、1969年國學院大學全學應援團より振付け指導を受け、1977年には運動部に昇格したが、1982年団員減少のため消滅した。その後、各学年1クラス1名を選出する委員制とる「応援委員」として引き継がれ、1991年4月再び「応援団」が復活。

### 星稜高校「吹奏楽部」
吹奏楽部（ブラスバンド）は「星稜コンバット」を守り続けている。応援席における空気を感じながら、テンポを速める時もあれば、ゆったりと演奏する時もある。また部員や指導教諭らの情熱から、時代に沿ったアレンジが加えられ、曲の存在が広く知られることになった。応援席が一つになれるのは、吹奏楽部の日頃の鍛錬や熱意が会場を包み込むからである。吹奏楽部は、学園における「女神」であり、甲子園やサッカー選手権で「星稜コンバット」を演奏するために、進学先に、星稜高校を選ぶものも毎年何人かいる。

### 星稜コンバットと小松辰雄
1976年星稜高校は、小松辰雄の快投で、準決勝まで勝ち進んだ。小松投手は、まだ二年生だった。あと二回甲子園出場のチャンスがあり、優勝も夢ではなく小松や野球部を盛り立てようじゃないかという機運が盛り上がり、「星稜コンバット」はさらに充実した曲となった。

### 星稜コンバットと松井秀喜
高校一年の夏から野球部の四番を任された松井秀喜だったが、常に好調を維持したわけではない。一年の秋の地方予選ではここ一番の時、力が入り過ぎて、チームは敗れてしまった。またバットを振る機会すら与えられない時、心が折れてしまうこともある。そんな時、松井を慰め、前向きな気持ちを与えたのが「星稜コンバット」であった。

## 楽曲
楽曲は、『ブラバン！甲子園3』（ユニバーサル・ミュージック）にも収録されている。

## 具体例
1. ↑  第93回全国高校サッカー選手権　星稜対米子北　2015年1月3日　ゴール直後に、星稜コンバットが二度、演奏される様子　1分2秒　https://www.youtube.com/watch?v=SQRrlb2zG_U